# Scherphoekbandspanner
De scherphoekbandspanner (Euphyia unangulata) is een vlinder uit de familie van de spanners (Geometridae). 

## Kenmerken
De voorvleugellengte bedraagt tussen de 13 en 15 mm. De basiskleur van de voorvleugel is wittig, met een zeer brede middenband, die aan de buitenkant een scherpe tand heeft. De achtervleugel is wittig.

## Levenscyclus
De scherphoekbandspanner gebruikt vogelmuur en andere muursoorten als waardplant. De rups is te vinden van juni tot september. De soort overwintert als pop. Er zijn jaarlijks twee generaties die vliegen van eind april tot halverwege augustus.

## Voorkomen
De soort komt verspreid van Europa tot Japan en Kamtsjatka voor.  De scherphoekbandspanner is in Nederland een zeldzame soort die vooral in Noord-Brabant wordt waargenomen. In België is het een niet zo gewone soort. 